# Creolestes parvus
Creolestes parvus är en tvåvingeart som först beskrevs av Jacques-Marie-Frangile Bigot 1878.  Creolestes parvus ingår i släktet Creolestes och familjen rovflugor. Inga underarter finns listade i Catalogue of Life.